# Ceasul al treilea canonic
Ceasul al treilea sau ora a III-a ori terța, în liturgica creștină, e unul din ceasurile mici, făcând parte din cele șapte laude de peste zi, în cursul dimineții, dar înainte de amiază. În ritul latin de după ultima reformă liturgică, numai unul din ceasurile mici e suficient.